# African Stars Football Club
Maillots
Actualités
African Stars Football Club est un club namibien de football, basé à Windhoek, fondé en 1952. Il joue dans le championnat le plus élevé de Namibie, le Championnat de Namibie de football.

## Palmarès
- Championnat de Namibie (8)
  - Champion : 1994, 2009, 2010, 2015, 2018, 2023, 2024, 2025

- Coupe de Namibie (8)
  - Vainqueur : 2007, 2010, 2013, 2014, 2018, 2019, 2024, 2025